# Amritsar (dystrykt)
Prowincja Amritsar (j. pendż. ਅੰਮ੍ਰਿਤਸਰ ਜ਼ਿਲ੍ਹਾ) – jeden z 22 dystryktów znajdujących się w regionie Majha w stanie Pendżab w północnych Indiach. Stolicą prowincji jest Amritsar.
W 2011 roku był drugim najbardziej zaludnionym powiatem w Pendżabie (spośród 22), po Ludhiana.

## Historia
Podczas panowania brytyjskiego Amritsar był częścią pakistańskiego regionu Lahore i administracyjnie podzielony był na trzy taluk: Amritsar, Ajnala i Tarn Taran. W 1947 roku, w ramach podziału Indii prowincja Amritsar została oddzielona i przyłączona do Indii. W okresie podziału, muzułmańska populacja prowincji, około 30%, wyjechała do Pakistanu, a Hindusi i Sikhowie z zachodniego Pendżabu zasiedlili Armistar. Przed 1947 roku Sikhowie stanowili większość – ok. 60% populacji w prowincji. Według spisu z 2001 roku, Sikhowie stanowili około 77%, podczas gdy Hindusi 21% ogółu ludności prowincji.